# Žigon
Žigon – wieś w Słowenii, w gminie Laško. W 2018 roku liczyła 107 mieszkańców.